# Kalamaria
Kalamaria (Grieks: Καλαμαριά) is een gemeente (dimos) in de Griekse bestuurlijke regio (periferia) Centraal-Macedonië.

## Partnersteden
- Liptovský Mikuláš (Slowakije)